# グアナカステペンA
グアナカステペンA（英：Guanacastepene）は抗生物質活性を示す化合物である。これは、コスタリカの菌類であるCR115からヘキサンで抽出されたジテルペンであり、Daphnopsis americanaのtreeのbranchesから発見され、クロマトグラフィーで精製された。